# Пахифитум компактный
Пахифитум плотный (лат. Pachyphytum compactum) — вид суккулентных растений рода Пахифитум, семейства Толстянковые.

## Описание

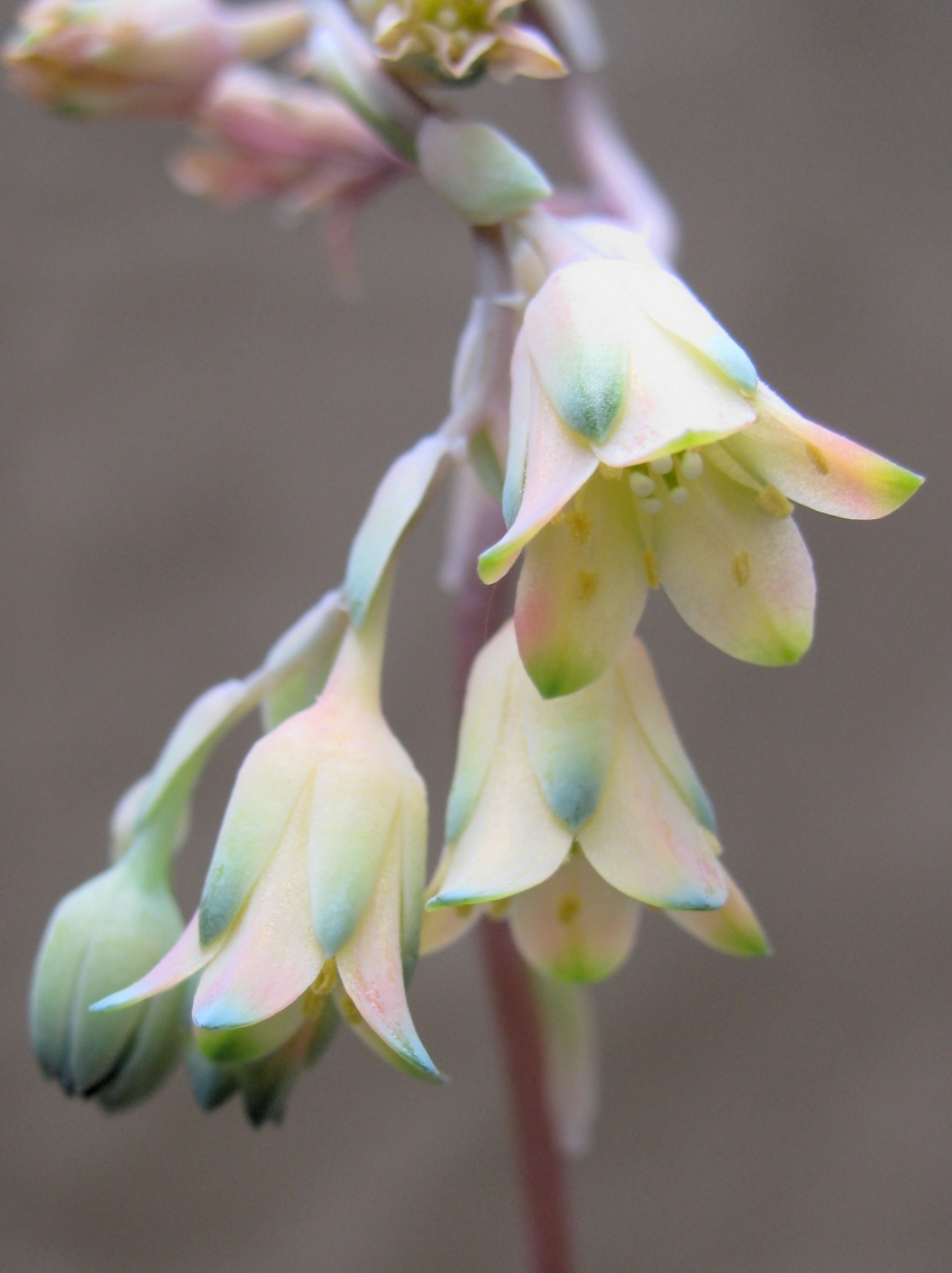
Соцветие

Пахифитум плотный – вечнозеленое многолетнее суккулентное растение. Он очень привлекателен своими толстыми матовыми листьями с характерным узором, которые имеют тускло-зеленый цвет, иногда с фиолетовым оттенком. Рисунок листьев является результатом следов соседних листьев что отличает данный вид от других видов этого рода. Растение часто разветвляется у основания и вырастает до 40 см в длину.
Стебли соцветий формируются в пазухах листьев, и от появления до раскрытия первого цветка проходит около восьми недель. Радиально-симметричные пятилепестковые цветки красноватые с темными кончиками; они свисают вниз, как многие цветы, опыляемые колибри, и появляются в период с февраля по июль.

## Распространение
Родным ареалом этого вида является Мексика (штаты: Гуанахуато, Керетаро, Идальго). Этот суккулентный полукустарник, произрастает в основном в биоме пустыни или сухих кустарников. Пахифитум плотный встречается в природе, на тенистых скалистых утесах на высоте около 2000 метров над уровнем моря.

## Таксономия
Pachyphytum compactum Rose, Contr. U.S. Natl. Herb. 13: 301 (1911).

#### Синонимы
Гетеротипные (основанные на разных номенклатурных типах):
- Pachyphytum compactum var. weinbergii E.Walther (1934)

## Размножение
Растение размножается семенами или черенкованием.